# روجير بيرن
روجير بيرن (بالإنجليزية: Roger Byrne)‏ (مواليد 8 فبراير 1929) هو لاعب كرة قدم. يلعب مع منتخب إنجلترا لكرة القدم. سبق له أن لعب في كأس العالم لكرة القدم مع منتخب بلاده.

## مسيرته الكروية
لعب روجير بيرن خلال مسيرته الاحترافية مع نادِ واحدٍ في ثمانية مواسم وسجل خلالها 17 هدفًا ضمن 245 مباراة. حيث فاز في ثلاثة مواسم بالكأس وفي ثلاثة مواسم بالدوري.
خاض روجير بيرن مسيرته مع نادي مانشستر يونايتد في موسم 1950–51 ليلعب معه ثمانية مواسم، مشاركًا في 245 مباراة سجل خلالها 17 هدفًا.

## روابط خارجية
- روجير بيرن على موقع قاعدة بيانات كرة القدم.إي يو (الإنجليزية)
- روجير بيرن على موقع ناشيونال فوتبول تيمز (الإنجليزية)
- روجير بيرن على موقع عالم كرة القدم.نت (الإنجليزية)